# 深澤嵐
深澤 嵐（ふかさわ あらし、1996年8月3日 - ）は、日本の俳優。スマイルモンキーに所属していたが、アルファエージェンシーに移籍した。

## 概要
『獣拳戦隊ゲキレンジャー』（2007年・テレビ朝日）ではゲキレッドに、『仮面ライダーディケイド』（2009年・テレビ朝日）では仮面ライダーキバに変身し、ゲスト出演とはいえ複数の特撮作品で変身を経験した役者としては最年少である。

## 出演

### テレビドラマ
- ナースマンスペシャル（2004年、日本テレビ） - 澤木嵐 役
- みんな昔は子供だった（2005年、関西テレビ・フジテレビ） - 矢吹龍平（タッペイ） 役
- 恋におちたら〜僕の成功の秘密〜 第3話（2005年、フジテレビ） - 清川大介 役
- 雨と夢のあとに 第5話（2005年、テレビ朝日） - 梅津勇太 役
- ドラマ・コンプレックス らんぼう（2006年、日本テレビ） - イケ（幼少） 役
- 東京ワンダーツアーズ 第4話（2006年、日本テレビ）
- 西遊記スペシャル!!ウッキー祭り（2006年、フジテレビ） - 猪八恵 役
- トップキャスター 第5話（2006年、フジテレビ） - 保阪大輔 役
- がきんちょ〜リターン・キッズ〜（2006年、毎日放送・TBS） - 早瀬孝之 役
- 火曜ドラマゴールド マイ☆スィートホーム〜夢野大吉・夢を売ります〜（2007年、日本テレビ） - 夢野いたる 役
- 獣拳戦隊ゲキレンジャー 第15話・第46話（2007年・2008年、テレビ朝日） - ジャン（少年時代） 役
- 連続テレビ小説 どんど晴れ 第105話 - 第107話（2007年、NHK総合） - 高田三郎 役
- セクシーボイスアンドロボ 第3話（2007年4月、日本テレビ）
- さいはての向日葵（2007年9月、TBS・HBC） - 手島良平 役
- フライトパニック（2007年、フジテレビ）
- スワンの馬鹿! 〜こづかい3万円の恋〜 第7話（2007年、関西テレビ・フジテレビ） - 時田元気 役
- ナツコイ（2008年、毎日放送・TBS） - 佐々木和真 役
- キャットストリート（2008年、NHK） - 原沢大洋（10歳） 役
- 仮面ライダーディケイド（2009年、テレビ朝日） - ワタル 役
- 銭ゲバ（2009、日本テレビ） - 荻野正義 役
- 新春ドラマスペシャル『福助』（2010年、東海テレビ） - 福助 役
- ドラマSP『警視庁取調官　落としの金七事件簿』（2010年5月29日、テレビ朝日） - 北村タダシ 役
- 最上の命医 第6話（2011年2月14日、テレビ東京） - 折場佳克 役
- AKBラブナイト 恋工場 第37話「危険な二人乗り」（2016年9月8日、テレビ朝日） - 英樹 役[2]
- 相棒16 第7話（2017年11月29日、テレビ朝日） - 西田真人 役
- ディア・ペイシェント〜 絆のカルテ〜 第5話　(2020年、NHK総合）
- 刑事7人（テレビ朝日）
  - SEASON7 第5話（2020年9月2日） - 山波智喜 役
  - SEASON9 第4話（2023年6月28日） - 関口俊介 役
- 連続ドラマW コールドケース3 〜真実の扉〜 第3話（2020年12月19日、WOWOW）
- ドラゴン桜 第2シリーズ 最終話（2021年6月27日、TBS）
- 私の知らない私 第3話（2025年1月23日、読売テレビ・日本テレビ） - 小池慎吾 役[3]
- 魔物（2025年4月18日、テレビ朝日）

### 映画
- 子ぎつねヘレン（2006年3月、松竹） - 主人公・大河原太一 役
- そのときは彼によろしく（2007年6月、東宝） - 遠山智史（幼少） 役
- 黒帯 KURO-OBI（2007年10月） - 畑田健太 役
- イキガミ（2008年9月、東宝） - 飯塚さとし（幼少） 役
- GOEMON（2009年5月、松竹、ワーナー・ブラザース映画） - 小平太 役
- いけちゃんとぼく（2009年6月、角川映画） - 主演・ヨシオ 役
- 仮面ライダー×仮面ライダー W&ディケイド MOVIE大戦2010（2009年12月、東映） - ワタル 役（友情出演）
- 君は一人ぼっちじゃない （2019年6月、一般社団法人シネマルネッサンス）- 畠中龍雅 役
- おちをつけなんせ（2019年10月、YouTube Originals） - 不良妖怪 役[4]

### 舞台
- かわいいコンビニ店員飯田さん 本公演『悼むば尊し』（2023年10月4日 - 10日、下北沢駅前劇場）[5]
- 中村仲蔵 ～歌舞伎王国 下剋上異聞～（2024年2月6日 - 25日、東京建物 Brillia HALL / 2025年9月13日 - 21日〈予定〉、上海交通銀行前滩31文化芸能センター・大劇場、脚本:源孝志、演出:蓬菜竜太）- 五代目市川團十郎 役[6]
- "STRAYDOG" Produce「幸せになるために」（2024年7月11日 - 15日、新宿村LIVE / 8月24日・25日、in→dependent theatre）[7]
- 彩の国さいたま芸術劇場開館30周年特別企画「夏の夜の夢」（2024年12月10日  - 16日、彩の国さいたま芸術劇場 大ホール） - ライサンダー 役[8]

### ラジオドラマ
- FMシアター どんでけさんちの破壊計画（2006年、NHKラジオ） - コウタ 役

### CM
- 広報開発事業〜子供の虐待防止〜（2004年1月）
- ピザーラ（2004年7月）
- ミツカン りんご酢（2005年6月）
- クレハ NEWクレラップ -アルバム篇（2009年7月）
- リクナビNEXT WebCM（2020年4月）

### ビデオパッケージ
- オモヒノタマ〜念珠（2004年） - タケシ 役

### その他
- リンカーン 大竹アクターズシアター「転校生」（2008年1月、TBS） - コウスケ 役

### 雑誌
- 少年俳優 Vol.1（2005年、ぴあ）